# 柘植尚則
柘植 尚則（つげ ひさのり、1964年 - ）は、日本の倫理学者、文学博士（大阪大学）。慶應義塾大学教授。

## 略歴
大阪府生まれ。
1988年神戸大学文学部哲学科卒業。1993年大阪大学大学院文学研究科博士課程単位取得満期退学。1994年エディンバラ大学大学院人文学研究科留学。
日本学術振興会特別研究員を経て、1998年北海学園大学経済学部専任講師、2000年同助教授、2002年「良心の興亡 近代イギリス道徳哲学研究」で大阪大学文学博士。2003年慶應義塾大学文学部助教授、2007年同准教授、2011年同教授。

## 著書
- 『良心の興亡：近代イギリス道徳哲学研究』（ナカニシヤ出版） 2003年、のち増補版（山川出版社） 2016年
- 『イギリスのモラリストたち』（研究社） 2009年
- 『プレップ倫理学』（弘文堂） 2010年、のち増補版 2021年
- 『プレップ経済倫理学』（弘文堂） 2014年
- 『近代イギリス倫理思想史』（ナカニシヤ出版） 2020年
- 『人間は利己的か：イギリス・モラリストの論争を読む』（慶應義塾大学出版会） 2022年

### 共編著
- 『ビジネス倫理学：哲学的アプローチ』（田中朋弘共編著、ナカニシヤ出版） 2004年
- 『西洋哲学史入門：6つの主題』（編著、梓出版社） 2006年
- 『経済倫理のフロンティア』（田中朋弘, 浅見克彦, 柳沢哲哉, 深貝保則, 福間聡共著、ナカニシヤ出版） 2007年
- 『入門・倫理学の歴史：24人の思想家』（編著、梓出版社） 2016年

## 参考
- J-GLOBAL
- http://bookweb.kinokuniya.co.jp/htm/4335150490.html